# Juicy J
Джордан Майкл Г'юстон (англ. Jordan Michael Houston; нар. 5 квітня 1975, Мемфіс, Теннессі, США) — американський репер, продюсер та автор пісень, відоміший за сценічним ім'ям як Juicy J. Засновник гурту Three 6 Mafia в 1991 році. Співвласник лейблу Taylor Gang Entertainment. Молодший брат репера Project Pat.

## Біографія

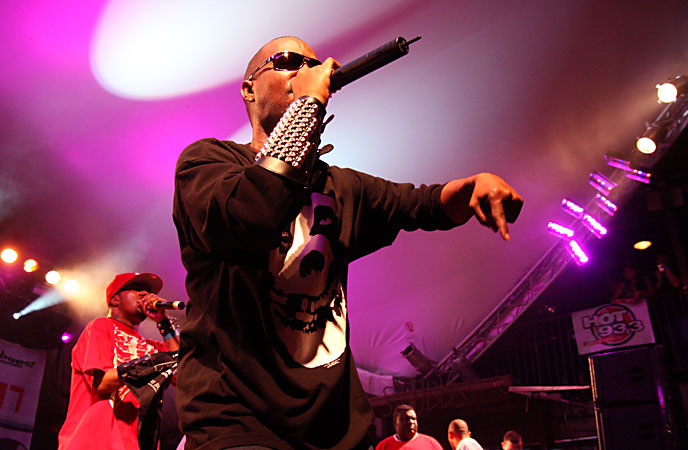
Juicy J на виступі, 2004

1991 року разом з DJ Paul та Lord Infamous заснував гурт Three 6 Mafia, який виконує пісні у жанрі південного хіп-хопу. Згодом до гурту долучилися Crunchy Black, Gangsta Boo та Koopsta Knicca. Невдовзі разом з DJ Paul заснував лейбл Prophet Entertainment. 1994 року музиканти передали лейбл їхньому бізнес-партнеру Ніку Джексону, а самі заснували Hypnotize Minds. 1995 року гурт випустив свій перший альбом під назвою Mystic Stylez. З того часу Three 6 Mafia випустили вісім альбомів. 2 липня 2002 року на лейблі North North Records Juicy J випустив свій дебютний соло альбом Chronicles of the Juice Man. 
2006 року в складі Three 6 Mafia виграв Премію «Оскар» за найкращу пісню до фільму «Метушня і рух» на 78-мій церемонії вручення.
16 червня 2009 року випустив другий соло-альбом «Hustle Till I Die» на своєму лейблі Hypnotize Minds.
З 2009 по 2011 рік не брав активної участі в розвитку гурту, сфокусувавшись натомість на своїй сольній кар'єрі. Протягом цього часу часто співпрацював з Wiz Khalifa, беручи участь у записі його мікстейпів та випустивши свій власний Blue Dream & Lean. У грудні 2011 року підтвердив факт, що він став співвласником лейблу Taylor Gang Entertainment.
2012 року випустив перший сингл «Bandz a Make Her Dance» до третього альбому Stay Trippy. Пісня була записана за участі 2 Chainz і Lil Wayne у квартирі та була спродюсована Mike Will Made It. Трек досягнув 29-ї позиції в хіт-параді Billboard Hot 100.
25 січня 2013 року випустив другий сингл «Show Out» до третього альбому. Пісня була записана за участі Big Sean та Jeezy. В червні 2013 року світ побачив третій сингл під назвою «Bounce It». 23 серпня 2013 року було випущено третій альбом Stay Trippy. Платівка одразу ж опинилась на четвертому місці чарту Billboard 200 з 64,000 проданих копій в перший тиждень продажу в США. На альбомі також була представлена співпраця з такими артистами як Wiz Khalifa, The Weeknd, Lil Wayne, 2 Chainz, Нікі Мінаж, Кріс Браун, Project Pat, Young Jeezy, Yelawolf та Big Sean. Того ж року Juice J взяв участь у записі пісні «23» разом з Wiz Khalifa, Mike Will Made It та Майлі Сайрус.
У вересні 2013 року взяв участь у записі синглу Кеті Перрі «Dark Horse». 
7 серпня 2014 року видав сингл «Low», який був записаний за участі Нікі Мінаж, Lil Bibby та Young Thug. 14 квітня 2015 разом з Wiz Khalifa та Rock City видав сингл «For Everybody».
2016 року разом з Тревісом Скоттом випустив сингл «No English». 28 вересня 2016 року видав наступний сингл «Ballin», який був записаний з Каньє Вестом. 21 листопада 2016 року представив нову пісню під назвою «Gimme Gimme», яка була записана зі Слімом Джиммі з гурту Rae Sremmurd.
18 вересня 2017 року видав мікстейп Highly Intoxicated, а 8 грудня — новий альбом Rubba Band Business.
Протягом 2018 та 2019 років видав сингли «Neighbor» (записаний з Тревісом Скоттом), «Let Me See» (записаний з Lil Skies та Кевіном Гейтсом) та «Three Point Stance» (записаний з City Girls та Megan Thee Stallion). Ці записи не мали комерційного успіху, тому Columbia Records вирішила не продовжувати співпрацю з артистом.
31 липня 2020 року випустив свій п'ятий студійний альбом під назвою The Hustle Continues, провідним синглом до якого став «Gah Damn High», записаний за участі Wiz Khalifa.

## Дискографія

### Студійні альбоми
- Chronicles of the Juice Man (2002)
- Hustle Till I Die (2009)
- Stay Trippy (2013)[19]
- Rubba Band Business (2017)
- The Hustle Continues (2020)

### Сингли
- «30 Inches» (featuring Gucci Mane and Project Pat) (2009)[20]
- «Twerk» (featuring Project Pat) (2009)
- «Bandz a Make Her Dance» (featuring Lil Wayne and 2 Chainz) (2012)
- «Show Out» (featuring Young Jeezy and Big Sean) (2013)
- «Bounce It» (featuring Wale and Trey Songz) (2013)
- «Talkin' Bout» (featuring Кріс Браун and Wiz Khalifa) (2014)
- «Shell Shocked» (with Wiz Khalifa and Ty Dolla Sign featuring Kill the Noise and Madsonik) (2014)
- «Low» (featuring Nicki Minaj, Lil Bibby and Young Thug) (2014)
- «For Everybody» (featuring Wiz Khalifa and R. City) (2015)
- «All I Need (One Mo Drank)» (featuring K Camp) (2015)
- «All Night» (with Wiz Khalifa) (2016)
- «No English» (featuring Travis Scott) (2016)
- «Ballin» (featuring Kanye West) (2016)
- «Ain't Nothing» (featuring Wiz Khalifa and Ty Dolla $ign) (2017)
- «Gimme Gimme» (featuring Slim Jxmmi) (2017)[21]
- «Flood Watch» (featuring Offset) (2017)[22]
- «Kama Sutra» (featuring Cardi B) (2017)
- «You Can Cry» (with Marshmello featuring James Arthur) (2018)
- «Neighbor» (featuring Travis Scott) (2018)
- «Let Me See» (featuring Kevin Gates and Lil Skies) (2019)
- «Three Point Stance» (featuring City Girls and Megan Thee Stallion) (2019)
- «Gah Damn High» (featuring Wiz Khalifa) (2020)
- «STCU» (with THEY.) (2020)
- «Load It Up» (featuring NLE Choppa) (2020)

## Нагороди та номінації
| Рік  | Нагорода                | Категорія                    | Робота                                                                                           | Результат |
| ---- | ----------------------- | ---------------------------- | ------------------------------------------------------------------------------------------------ | --------- |
| 2006 | Премія Оскар            | Найкраща пісня до фільму     | «It's Hard out Here for a Pimp» (з Frayser Boy, Crunchy Black та DJ Paul як члени Three 6 Mafia) | Перемога  |
| 2012 | Премія HipHopDX         | Повернення року              | Juicy J                                                                                          | Перемога  |
| 2013 | BET Hip Hop Awards      | Найкраще хіп-хоп відео       | «We Still in This Bitch» (з B.o.B та T.I.)                                                       | Номінація |
| 2014 | World Music Awards      | Найкраща пісня світу         | «23» (з Mike Will Made It, Майлі Сайрус та Wiz Khalifa)                                          | Номінація |
| 2014 | World Music Awards      | Найкращий відеокліп світу    | «23» (з Mike Will Made It, Майлі Сайрус та Wiz Khalifa)                                          | Номінація |
| 2014 | World Music Awards      | Найкраща пісня світу         | «Dark Horse» (з Кеті Перрі)                                                                      | Номінація |
| 2014 | World Music Awards      | Найкращий відеокліп світу    | «Dark Horse» (з Кеті Перрі)                                                                      | Номінація |
| 2014 | MTV Europe Music Awards | Найкраща пісня               | «Dark Horse» (з Кеті Перрі)                                                                      | Номінація |
| 2014 | MTV Europe Music Awards | Найкращий відеокліп          | «Dark Horse» (з Кеті Перрі)                                                                      | Перемога  |
| 2014 | American Music Awards   | Сингл року                   | «Dark Horse» (з Кеті Перрі)                                                                      | Перемога  |
| 2015 | Нагорода Греммі         | Найкращий виступ гурту/дуету | «Dark Horse» (з Кеті Перрі)                                                                      | Номінація |
| 2015 | Kids' Choice Awards     | Улюблена пісня року          | «Dark Horse» (з Кеті Перрі)                                                                      | Номінація |